# Cnaeus Cornelius Blasio
Pour les articles homonymes, voir Blasio (homonymie).
Cnaeus Cornelius Blasio est un homme politique romain de la gens patricienne des Cornelii, dans la première moitié du IIIe siècle av. J.-C.
Il est consul en 270 av. J.-C.  avec Caius Genucius Clepsina ; il mène avec ce dernier des opérations militaires en Calabre autour de la ville de Rhegion que son collègue conquiert. Il est de nouveau en consul en 257 av. J.-C. avec Caius Atilius Regulus Serranus pendant la première guerre punique.
En 265 av. J.-C., il est censeur.